# 山崎珠美
山崎 珠美（やまざき たまみ、1994年1月7日 - ）は、神奈川県横浜市瀬谷区出身の、日本人の女子柔道家である。階級は48kg級。身長157cm。リーチ158cm。握力は右35kg、左30kg。組み手は左組み。参段を取得。得意技は小外刈、大外刈。血液型O型。2020年2月現在は自衛隊体育学校に所属。

## 経歴
最初はバスケットボールに取り組んでいたが、小学校5年の時にアテネオリンピックで活躍する谷亮子の試合を見て柔道に興味を抱き、地元の瀬谷柔道会に通い始めた。その後に原中学へ進むが、柔道部がなかったのでバスケットボール部に所属して、部活が終わったあとに週に2～3回ほど道場で練習を積んでいたが、中学時代の成績は県大会でベスト8止まりであった。
三浦学苑高校に進学すると、1999年の世界選手権57kg級代表であった監督の武田淳子に、組み手は徹底して奥襟を取りながら相手を後ろに下げさせて威圧する柔道スタイルを仕込まれた。3年の時にはインターハイの団体戦に出場したが2回戦で敗れた。個人戦では県予選で高校の1年後輩である高崎千賀に敗れて出場できなかった。しかし、9月には全日本ジュニアに出場すると、無名の選手ながら有力選手を次々と破って勝ち上がり、決勝ではアジア選手権で優勝するなどすでにシニアでも実績のある筑波大学1年の遠藤宏美を最初から圧倒すると、終盤には小外掛をきめてオール一本勝ちの優勝を果たして、一躍脚光を浴びることになった。この際に監督の武田は山崎を評して、「取るか取られるかの選手なので結構ヒヤヒヤしましたが、力的には優勝する力はあるな、と思っていました」、「こんなに精神力が強い子は見たことがない、ちょっとオカシイんじゃないかと思うくらい（笑）」と述べた。11月の講道館杯でも全日本ジュニアでの勢いに乗って決勝まで進むが、東海大学4年の浅香夕海相手に先に指導1を取りながら縦四方固で逆転の一本負けを喫して2位に終わった。12月のグランドスラム・東京では3回戦で世界3位であるブラジルのサラ・メネゼスを隅落で破ったものの、準々決勝で韓国の鄭普涇に有効で敗れて5位にとどまった。2012年1月のベルギー国際柔道大会ではシニアの部で3位だったが、ジュニアの部では優勝を飾った。
4月からは山梨学院大学現代ビジネス学部現代ビジネス学科に進学することとなった。5月の体重別では初戦で了徳寺学園職員の福見友子に合技で敗れて、福見とロンドンオリンピック代表争いを繰り広げていた大学の5年先輩であるコマツの浅見八瑠奈の援軍を果たすことが出来なかった。9月の全日本ジュニアでは決勝で藤枝順心高校3年の岡本理帆と対戦するが、終了間際に有効を取られて敗れ、2連覇はならなかった。続く学生体重別では1年生ながらオール一本勝ちで優勝を飾った。11月の講道館杯では準決勝で浅見に大内返で敗れると、3位決定戦でも三井住友海上の山岸絵美に有効で敗れて5位に終わった。続くグランプリ・青島は初戦で敗れたが、12月にはワールドカップ・チェジュ決勝で地元の鄭普涇を袖釣込腰で破って、シニアの国際大会初優勝を飾った。2013年2月のヨーロッパオープン・ソフィアでは、決勝で岡本に大内刈で一本負けを喫して2位にとどまった。
2年の時には5月の体重別で決勝まで進むが、大学の先輩である浅見に一本背負投で敗れた。9月の全日本ジュニアでは決勝で修徳高校3年の渡名喜風南を小外掛で破って2年ぶり2度目の優勝を成し遂げた。10月の世界ジュニアでは準々決勝でフランスのアマンディーヌ・ブシャールと対戦すると、指導2でリードしながら終了と同時に肩車で有効を取られて逆転負けを喫するが、その後の3位決定戦ではブラジルのガブリエラ・チバナに有効2つを取られるも、終盤に大外刈で逆転勝ちして3位となった。
3年の時には5月の東アジア選手権の決勝で北朝鮮の選手に合技で敗れて2位だった。10月の体重別団体ではチームの優勝に貢献した。
4年の時には10月の学生体重別で3位になった。体重別団体では2連覇ならず、2位にとどまった。講道館杯では4年ぶりに決勝まで進むも、帝京大学2年の渡名喜風南に有効で敗れた。12月のグランドスラム・東京では初戦でロシアの選手に開始早々の裏投げで敗れた。
2016年には自衛隊体育学校の所属となった。
2017年5月の東アジア選手権では決勝で韓国の選手をGSに入ってから大内刈で破って優勝を飾った。6月の実業団体では1-2階級上の選手相手に3戦全敗だったが、チームは2位となった。8月の実業個人選手権では決勝で綜合警備保障の遠藤宏美に技ありで敗れた。11月の講道館杯では準決勝で遠藤に指導2で敗れて3位だった。
2018年2月のヨーロッパオープン・オディベーラスでは決勝で大学の5年後輩となる山梨学院大学1年の梅北眞衣と対戦すると、技ありを先取するもその後技ありを取り返されるが、終了間際に反則勝ちを収めるなどしてオール一本勝ちの優勝を飾った。4月の体重別では準決勝で世界チャンピオンの渡名喜を小外刈の技ありで破ると、決勝でも遠藤をGSに入ってから小外掛の技ありで破って今大会初優勝を飾った。この際に、「攻めの柔道を徹底することができた。勝てない時期が続いていたが、たくさんの人の支えでここまで闘うことができてうれしい」とコメントした。しかしながら、世界選手権にもアジア大会代表にも選ばれなかった。8月のグランプリ・ブダペストでは準決勝まで全て一本勝ちするも、決勝では遠藤に背負投の技ありで敗れて2位だった。11月の講道館杯では準決勝で南筑高校2年の古賀若菜にボウアンドアローチョーク（全柔連発表は片手絞）で敗れるも、3位決定戦で三井住友海上の近藤亜美を合技で破って3位になった。
2019年3月のグランドスラム・エカテリンブルグでは準々決勝でスロベニアのマルシャ・シュタンガルに技ありで敗れると、その後の3位決定戦でも地元ロシアのイリーナ・ドルゴワに合技で敗れて5位に終わった。4月の体重別では決勝で古賀に大内刈で敗れて2位だった。
IJF世界ランキングは655ポイント獲得で57位(19/10/28現在)。

## 戦績
- 2011年 -　全日本ジュニア　優勝
- 2011年 -　講道館杯　2位
- 2011年 -　グランドスラム・東京　5位
- 2012年 -　ベルギー国際柔道大会　ジュニアの部　優勝　シニアの部　5位
- 2012年 -　全日本ジュニア 2位
- 2012年 -　学生体重別　優勝
- 2012年 -　体重別団体 2位
- 2012年 -　講道館杯　5位
- 2012年 -　ワールドカップ・チェジュ　優勝
- 2013年 -　ヨーロッパオープン・ソフィア　2位
- 2013年 -　ロシアジュニア国際　3位
- 2013年 -　体重別　2位
- 2013年 -　全日本ジュニア 優勝
- 2013年 - 学生体重別　3位
- 2013年 -　東アジア大会　3位
- 2013年 -　世界ジュニア 3位
- 2014年 -　体重別　3位
- 2014年 -　東アジア選手権　2位
- 2014年 -　体重別団体　優勝
- 2015年 -　学生体重別　3位
- 2015年 -　体重別団体　2位
- 2015年 -　講道館杯　2位
- 2016年 -　講道館杯　5位
- 2017年 -　東アジア選手権 個人戦　優勝　団体戦　3位
- 2017年 -　実業団体　2位
- 2017年　- 実業個人選手権　2位
- 2017年 -　講道館杯　3位
- 2018年 -　ヨーロッパオープン・オディベーラス 優勝
- 2018年 -　体重別　優勝
- 2018年 -　グランプリ・ブダペスト　2位
- 2018年 -　講道館杯　3位
- 2019年 - グランドスラム・エカテリンブルグ 5位
- 2019年 -　体重別　2位
- 2019年 -　講道館杯　5位

(出典、JudoInside.com)。